# 巴德柴油鐵路客車
巴德柴油鐵路客車（Budd Rail Diesel Car），又簡稱RDC 或是Buddliner，是美國賓夕法尼亞州費城的巴德公司（Budd Company）製造的自有動力的柴油客車。在1949到1962年期間，一共生產了398輛。本類車輛主要用於鄉村地區的低運量路線，或是大城市通勤路線的短編組列車。在這些方面，相較於一般以柴油機車牽引客車的列車，巴德柴油客車較為經濟。本類車輛可以單輛行駛，也可以多輛編組而由前端客車統一控制駕駛。巴德柴油鐵路客車是現今廣泛運用的柴聯車的早期產品，也是極少數在北美取得商業成功的柴聯車之一。 
除美國外，巴德柴油客車也被加拿大，南美洲，亞洲，澳洲等多家鐵路機構採購使用。在美國，主要運用在東北地區的支線和通勤鐵路系統。1950年代以後美國鐵路客運急遽衰退，巴德RDC往往是最後離場的客運車輛。大部分RDC在1980年代退役，但仍有少數車輛至今仍處於可動狀態。1966年，紐約中央鐵路將其中一輛巴德RDC加裝了兩具渦輪噴射引擎，創下來184 mph（296 km/h）的美國鐵路運輸歷史上最高速。

## 背景

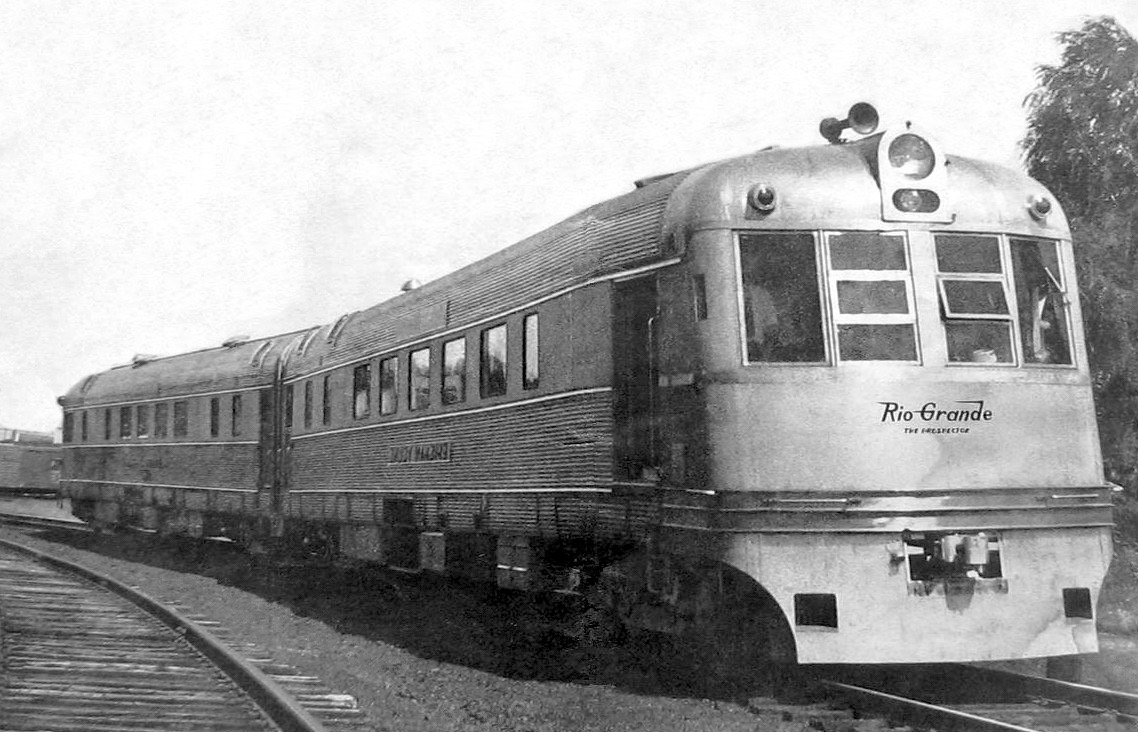
巴德公司生產的“展望者”號（Prospector）列車，攝於1941年

自帶動力的鐵路車輛很早就出現在北美大陸。1880年代鐵路公司就發現在一些運量較小的鐵路支線上開行傳統機輛模式的蒸汽機車牽引列車成本過高，無法盈利。轉而試圖將小型蒸汽機直接裝在普通客車上，驅動客車單獨行駛。但是這些嘗試最終都失敗了，因為當時蒸汽機鍋爐的體積與重量無法縮減、需要自載大量煤水，而且小型蒸汽機也需要和大型蒸汽機一樣的維護保養，成本無法縮減。最後這個市場由新興的電力驅動的“城際電鐵”（Interurban）所佔據。20世紀初，內燃機技術迅速發展，功率密度高、體積小、啟動快、維護成本低，更為適合將動力裝置直接裝置在客車上。1905年，美國“麥基恩動力車輛公司”（McKeen Motor Car Company）率先開始生產裝置自帶汽油引擎的鐵路客車，至1917年一共生產了152節。路面電車生產商“J. G. 布里爾公司”（J. G. Brill Company）也於1920年代生產了約300節自帶動力的“鐵路巴士”。易安迪（Electro-Motive Corporation）和汽車生產商溫頓汽車和馬車公司（Winton Motor Carriage Company）合作，推出了一系列車輛，但是1920年代末的“大蕭條”沈重的打擊了交通市場。鐵路公司更新換代設備被迫放緩。
1932年，正當電氣動力集團因大蕭條打擊取消生產之時，巴德公司進入這一領域。當時巴德公司在鐵路車輛製造業籍籍無名，之前僅僅是一些汽車生產商的二級供應商。但是巴德公司有行業內領先的核心技術：不鏽鋼加工。巴德公司擅長不鏽鋼的點焊加工，能生產出耐腐蝕，結構強度大，重量輕的車廂。巴德公司最早和米其林合作，生產出了一系列膠輪路軌系統，內燃驅動的米其林動車，並在雷丁鐵路，賓夕法尼亞鐵路和德克薩斯和太平洋鐵路的線路上試用。但是並沒有像世界其他地區那樣獲得成功，原因是其動力較弱，不適合美國的鐵道系統，輪胎磨損和可靠性問題也阻止了其在廣闊北美大陸的運用。
1938年，巴德公司從汽油引擎開始轉向動力較大的柴油引擎，也放棄了不可靠的米其林膠輪路軌系統，改採傳統鋼輪結構。1941年，巴德公司生產了一組「展望者號」（Prospector）供丹佛和里歐格蘭德西部鐵路”（Denver and Rio Grande Western Railroad）使用，開行從丹佛到鹽湖城的城際列車。車組包含兩節固定編組車廂，每節車廂裝有兩台192馬力的柴油引擎，並帶有重聯裝置駕駛台，可由任何一個駕駛台控制全列車。車廂由不鏽鋼製成，每節都有座席和臥鋪。「展望者」推出以後受到了大眾好評，但隨即鐵路公司發現其並不適合在西部山地鐵路環境下運營。1942年，該車下線被普通模式的列車所取代。第二次世界大戰開始後，巴德停止了自帶動力鐵路客車的生產，但是戰爭期間的一系列技術上的研究，為戰後巴德公司的進步奠定了基礎。
第二次世界大戰期間，內燃動力技術更是進步迅速，底特律柴油公司（Detroit Diesel，當時是通用汽車的一個部門）開發了一系列體積小，重量輕，功率扭矩輸出較大的柴油引擎。液力变矩器也逐漸成熟，運用於車輛和工程機械。在這些基礎上，巴德公司在戰後推出了RDC-1型自帶動力客車，於1949年9月19日在芝加哥聯合車站公開展出。其單節車廂裝備兩台底特律柴油公司生產的DieselSeries 110型直列六缸柴油引擎，每具引擎出力275 hp（205 kW）。傳動裝置為當時M46巴頓坦克同款的液力變矩器，軸式為1A-A1，即每個雙軸轉向架其中一根為動軸，每台引擎分別通過一台液力傳動器將動力傳遞到該動軸上。RDC-1的最高時速為每小時85英哩（137公里），列車帶有重聯裝置，可以單節，也可以組成柴聯車重聯運行。該車最後被多家鐵路公司採用。

## 型式
巴德公司製造了五種型式的柴油客車（RDC）。
- RDC-1 — 85英尺（26米）長，純客車，90個座位，空重53.7噸。
- RDC-2 — 85英尺（26米）長，客座與行李混合車，70個座位，行李室長5.18公尺，空重51.8噸。。
- RDC-3 — 85英尺（26米）長，有郵務處理室、行李室，以及48個座位的客室，空重53.5噸。
- RDC-4 — 73英尺（22米）長，為郵政行包合造車，無客座，空重49.5噸。
- RDC-9 — 85英尺（26米）長，純客車，94個座位，裝有一具出力300匹馬力的引擎，無駕駛室。

經多年營運，各家鐵路公司依各自需要，對於客車座位數做了輕微變動，有些公司則將一些座位改成販賣部甚至廚房。

巴德柴油鐵路客車圖輯
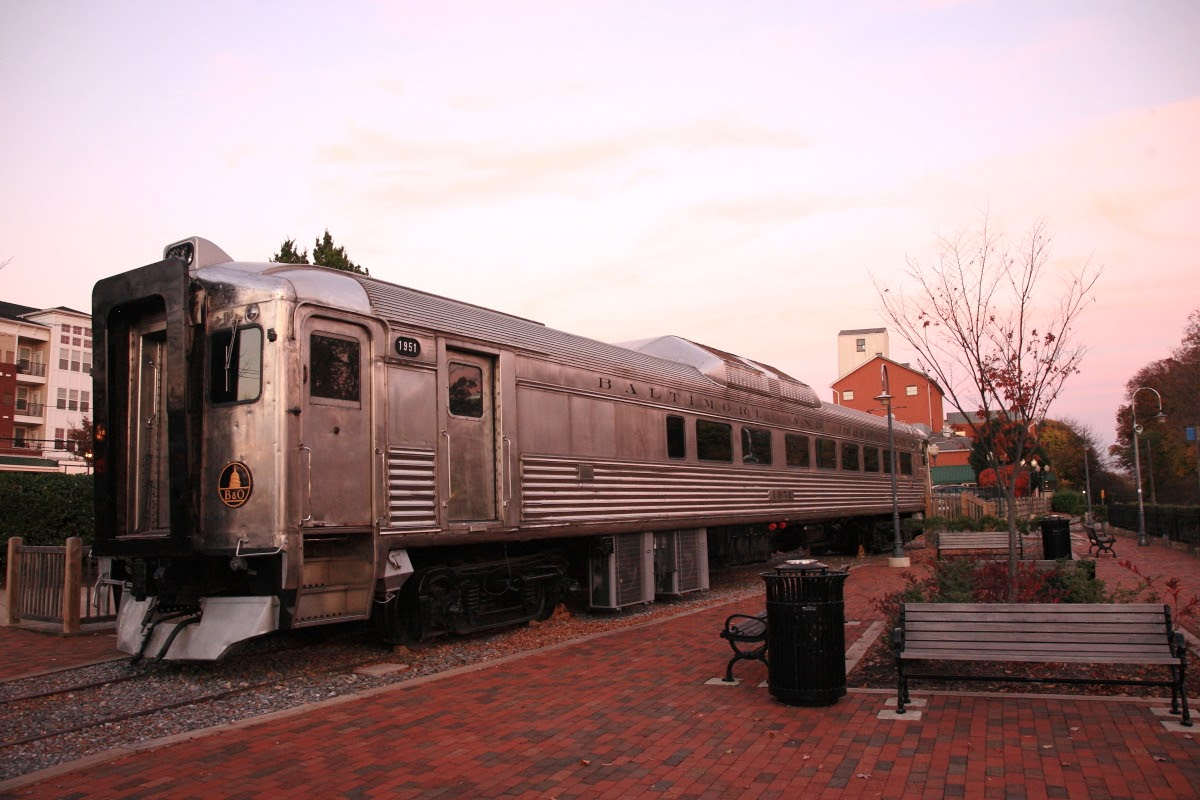
原巴爾的摩與俄亥俄鐵路巴德鐵路柴油客車，靜態展示於馬里蘭州蓋瑟斯堡社區博物館，攝於2014年
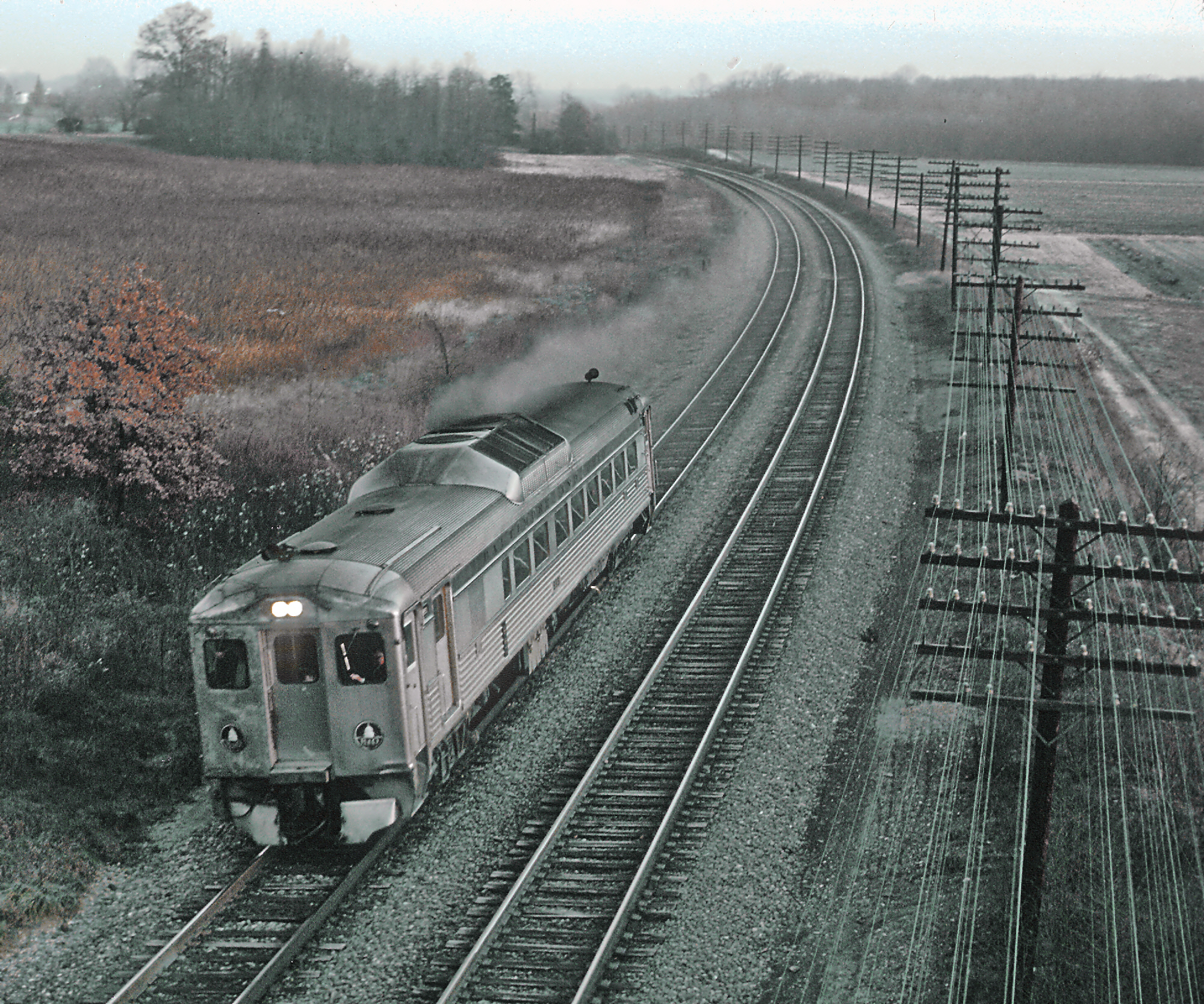
1970年行經現屬馬里蘭區域通勤鐵路坎登線之巴爾的摩與俄亥俄鐵路列車
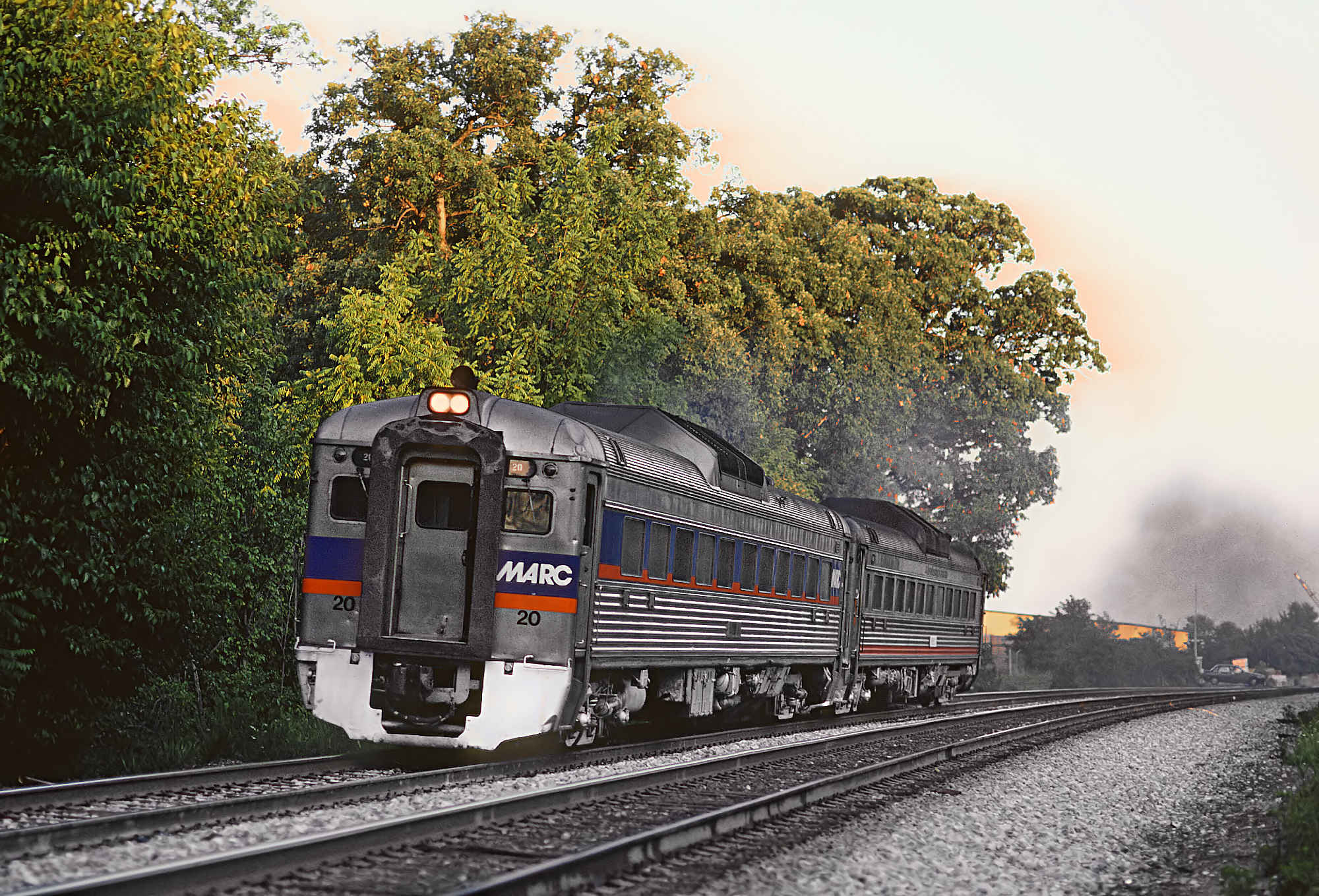
1987年8月行駛於馬里蘭州蓋瑟斯堡附近的馬里蘭區域通勤鐵路布朗斯威克線列車

## 外部連結
- www.budd-rdc.org — a web site about the RDC （页面存档备份，存于）
- A virtual tour of the Budd RDC （页面存档备份，存于）
- Pacific Railroad Society owns former Santa Fe RDC DC-191 （页面存档备份，存于）
- Reading, Blue Mountain and Northern Railroad
- As litorinas Budd no Brasil
- 原巴爾的摩與俄亥俄鐵路1908號RDC 20型車，於西馬里蘭觀光鐵路復舊後試運轉